# العلاقات البرتغالية الليبية
العلاقات البرتغالية الليبية هي العلاقات الثنائية التي تجمع بين البرتغال وليبيا.

## مقارنة بين البلدين
هذه مقارنة عامة ومرجعية للدولتين:
| وجه المقارنة                                              | البرتغال                                                  | ليبيا                                       |
| --------------------------------------------------------- | --------------------------------------------------------- | ------------------------------------------- |
| المساحة (كم2)                                             | 92.21 ألف                                                 | 1.76 مليون                                  |
| عدد السكان (نسمة)                                         | 10.60 مليون                                               | 6.37 مليون                                  |
| الكثافة السكانية (ن./كم²)                                 | 114.95                                                    | 3.62                                        |
| العاصمة                                                   | لشبونة                                                    | طرابلس                                      |
| اللغة الرسمية                                             | اللغة البرتغالية، اللغة الميراندية                        | اللغة العربية، اللغة العربية الفصحى الحديثة |
| العملة                                                    | يورو، اسكودو برتغالي                                      | دينار ليبي                                  |
| الناتج المحلي الإجمالي (بليون دولار)                      | 217.57 مليار                                              | 50.98 مليار                                 |
| الناتج المحلي الإجمالي (تعادل القوة الشرائية) بليون دولار | 307.82 مليار                                              | 69.32 مليار                                 |
| الناتج المحلي الإجمالي الاسمي للفرد دولار أمريكي          | 19.22 ألف                                                 |                                             |
| الناتج المحلي الإجمالي للفرد دولار أمريكي                 | 28.76 ألف                                                 | 15.60 ألف                                   |
| مؤشر التنمية البشرية                                      | 0.830                                                     | 0.724                                       |
| رمز المكالمات الدولي                                      | +351                                                      | +218                                        |
| رمز الإنترنت                                              | .pt                                                       | .ly                                         |
| المنطقة الزمنية                                           | توقيت غرب أوروبا، توقيت غرب أوروبا الصيفي، أوروبا/لشبونة ‏ | ت ع م+02:00، توقيت شرق أوروبا               |

## منظمات دولية مشتركة
يشترك البلدان في عضوية مجموعة من المنظمات الدولية، منها:
| علم المنظمة | اسم المنظمة                        | تاريخ انضمام البرتغال | تاريخ انضمام ليبيا |
| ----------- | ---------------------------------- | --------------------- | ------------------ |
|             | مؤسسة التنمية الدولية              | 29 ديسمبر 1992        | 1 أغسطس 1961       |
|             | يونسكو                             | 11 مارس 1965          | 27 يونيو 1953      |
|             | وكالة ضمان الاستثمار متعدد الأطراف | 6 يونيو 1988          | 5 أبريل 1993       |
|             | الأمم المتحدة                      | 14 ديسمبر 1955        | 14 ديسمبر 1955     |
|             | الاتحاد البريدي العالمي            | ?                     | ?                  |
|             | البنك الدولي للإنشاء والتعمير      | 29 مارس 1961          | 17 سبتمبر 1958     |
|             | الاتحاد الدولي للاتصالات           | 1866                  | 3 فبراير 1953      |
|             | منظمة حظر الأسلحة الكيميائية       | ?                     | ?                  |
|             | مؤسسة التمويل الدولية              | 8 يوليو 1966          | 18 سبتمبر 1958     |
|             | منظمة الشرطة الجنائية الدولية      | ?                     | ?                  |
|             | البنك الإفريقي للتنمية             | ?                     | ?                  |

## وصلات خارجية
- موقع وزارة الخارجية البرتغالية
- موقع وزارة الخارجية الليبية